# Ketapang, Nam Lampung
Ketapang là một xã ở Nam Lampung, Lampung, Indonesia. Huyện này bao gồm 20 ngôi làng, và phần lớn là của dân tộc thiểu số người java.

## Làng ở xã Ketapang
1. Ketapang
2. Legundi
3. Bangun Rejo
4. Tri Dharma Yoga
5. Sri Pendowo
6. Karang Sari
7. Sumber Nadi
8. Pematang Pasir
9. Ruguk
10. Gunung Taman
11. Sumur Induk
12. Yogaloka
13. Kramat Bakau
14. Berundung
15. Taman Sari
16. Lebung Nala
17. Kemukus
18. Sidoasih
19. Sidoluhur
20. Way Sidomukti